# Delme (Moselle)
Pour les articles homonymes, voir Delme.
Delme est une commune française située dans le département de la Moselle en Lorraine. La commune de l'arrondissement de Sarrebourg-Château-Salins fait aujourd'hui partie de la région administrative Grand Est.

## Géographie
- 1Carte dynamique
- 2Carte OpenStreetMap
- 3Carte topographique
- 4Carte avec les communes environnantes
- 5Entrée du village

La commune est située sur l'axe Metz-Strasbourg (D955), à égale distance de Metz et Nancy, soit approximativement 30 à 35 km des deux villes. Elle est éloignée d'à peu près 15 km de l'aéroport régional, et de fait à une distance semblable de la gare de Lorraine TGV.
| Puzieux    | Xocourt    | Tincry  |
|            | Delme      | Viviers |
| Craincourt | Lemoncourt | Donjeux |

### Hydrographie
La commune est située dans le bassin versant du Rhin au sein du bassin Rhin-Meuse. Elle est drainée par le ruisseau de Saint-Jean, le ruisseau de la Bergerie, le ruisseau du Pre Abel et le ruisseau Profond.
Le ruisseau de Saint-Jean, d'une longueur totale de 15,8 km, prend sa source dans la commune de Fresnes-en-Saulnois et se jette  dans la Seille en limite d'Thézey-Saint-Martin et de Craincourt, face à Létricourt, après avoir traversé neuf communes.

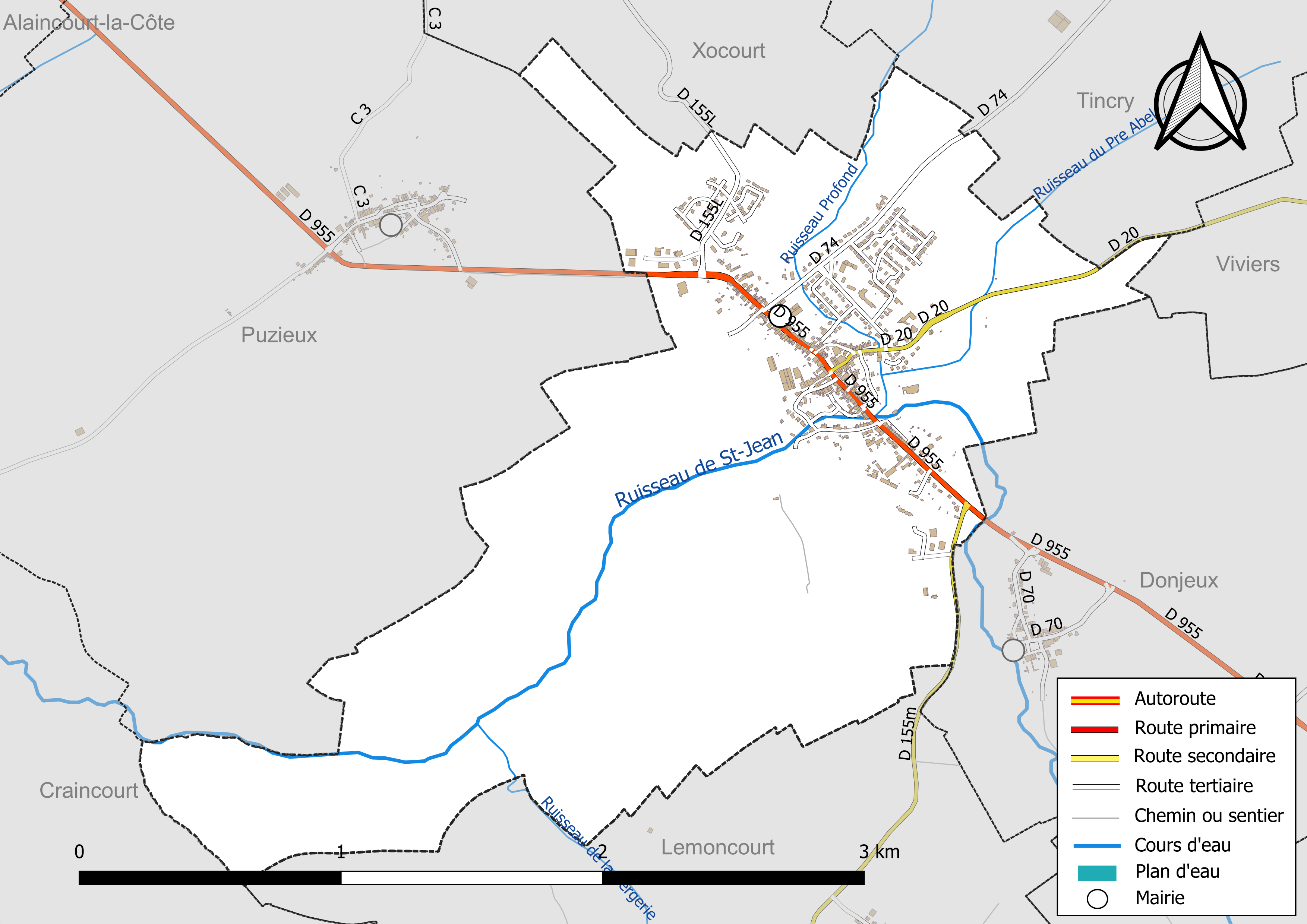
Réseaux hydrographique et routier de Delme.

La qualité des eaux des principaux cours d’eau de la commune, notamment du ruisseau de Saint-Jean, peut être consultée sur un site dédié géré par les agences de l’eau et l’Agence française pour la biodiversité.

### Climat
Pour des articles plus généraux, voir Climat du Grand Est et Climat de la Moselle.
En 2010, le climat de la commune est de type climat océanique dégradé des plaines du Centre et du Nord, selon une étude du Centre national de la recherche scientifique s'appuyant sur une série de données couvrant la période 1971-2000. En 2020, Météo-France publie une typologie des climats de la France métropolitaine dans laquelle la commune est exposée à un climat semi-continental et est dans la région climatique  Lorraine, plateau de Langres, Morvan, caractérisée par un hiver rude (1,5 °C), des vents modérés et des brouillards fréquents en automne et hiver. 
Pour la période 1971-2000, la température annuelle moyenne est de 9,8 °C, avec une amplitude thermique annuelle de 16,9 °C. Le cumul annuel moyen de précipitations est de 769 mm, avec 11,5 jours de précipitations en janvier et 9,3 jours en juillet. Pour la période 1991-2020, la température moyenne annuelle observée sur la station météorologique de Météo-France la plus proche, « Lesse_sapc », sur la commune de Lesse à 12 km à vol d'oiseau, est de 10,7 °C et le cumul annuel moyen de précipitations est de 694,0 mm. 
La température maximale relevée sur cette station est de 40 °C, atteinte le 25 juillet 2019 ; la température minimale est de −20,7 °C, atteinte le 20 décembre 2009,,. 
Les paramètres climatiques de la commune ont été estimés pour le milieu du siècle (2041-2070) selon différents scénarios d'émission de gaz à effet de serre à partir des nouvelles projections climatiques de référence DRIAS-2020. Ils sont consultables sur un site dédié publié par Météo-France en novembre 2022.

## Urbanisme

### Typologie
Au 1er janvier 2024, Delme est catégorisée bourg rural, selon la nouvelle grille communale de densité à sept niveaux définie par l'Insee en 2022.
Elle est située hors unité urbaine. Par ailleurs la commune fait partie de l'aire d'attraction de Metz, dont elle est une commune de la couronne,. Cette aire, qui regroupe 245 communes, est catégorisée dans les aires de 200 000 à moins de 700 000 habitants,.

### Occupation des sols
L'occupation des sols de la commune, telle qu'elle ressort de la base de données européenne d’occupation biophysique des sols Corine Land Cover (CLC), est marquée par l'importance des territoires agricoles (85 % en 2018), en diminution par rapport à 1990 (88,5 %). La répartition détaillée en 2018 est la suivante : 
terres arables (55,3 %), prairies (29,7 %), zones urbanisées (15 %). L'évolution de l’occupation des sols de la commune et de ses infrastructures peut être observée sur les différentes représentations cartographiques du territoire : la carte de Cassini (XVIIIe siècle), la carte d'état-major (1820-1866) et les cartes ou photos aériennes de l'IGN pour la période actuelle (1950 à aujourd'hui).

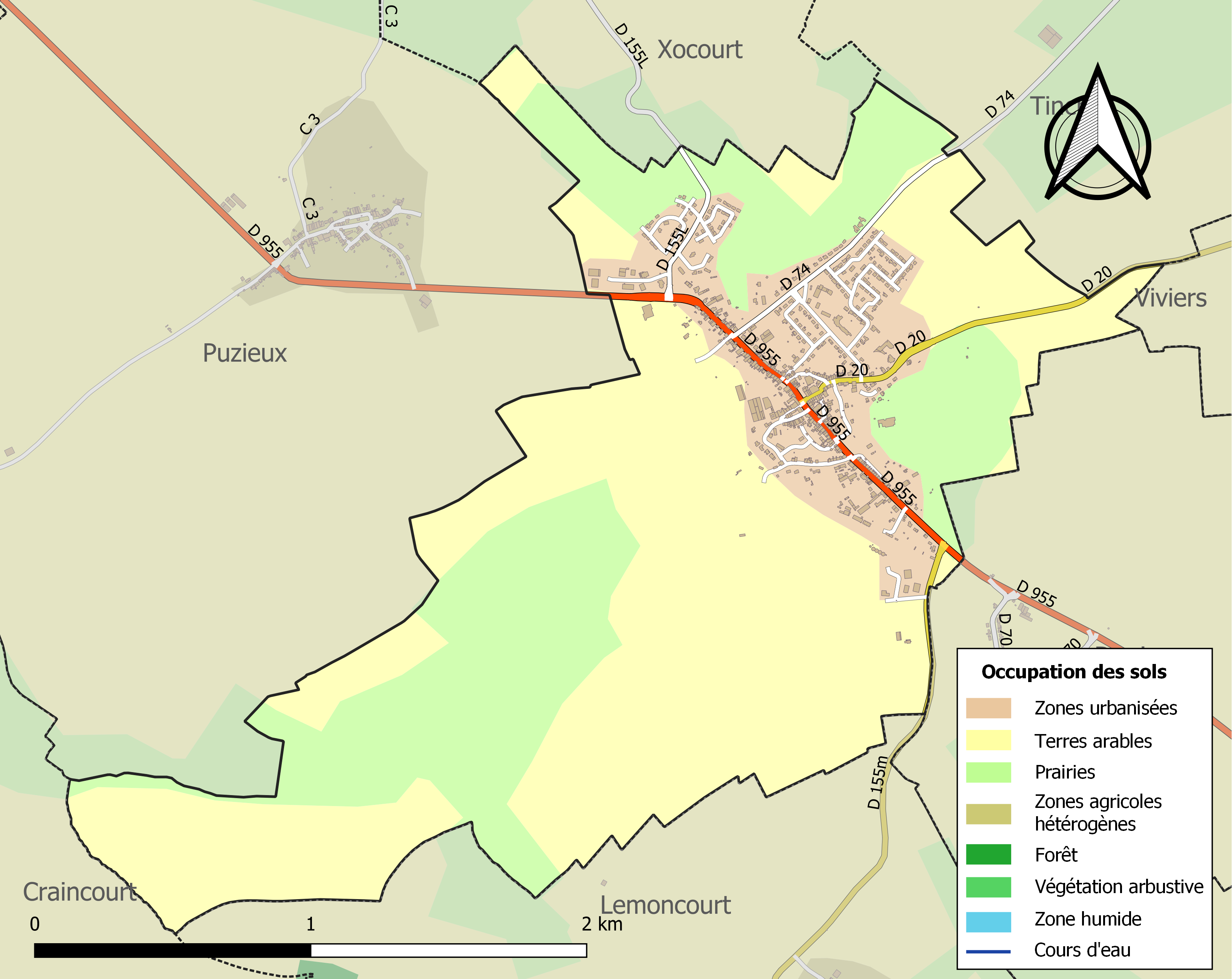
Carte des infrastructures et de l'occupation des sols de la commune en 2018 (CLC).

## Toponymie
Le nom de la localité est attesté sous les formes [Ad] Duodecimum au IVe siècle (table de Peutinger) ; Duodecimis [villa] en 990 ; Dodeismes en 1016 ; Diosmis en 1106 ; Desmes en 1182 ; Dyeme en 1359 ; Deismes en 1505 ; Delmes en 1566 ; enfin Delm en 1871-1918.
Du latin duodecimus littéralement « douzième », c'est-à-dire « 12e borne » (en lieues gauloises = 12 lieues) en partant de Metz par la route de Château-Salins à Delme. La distance entre ces deux villes est approximativement de 33,5 km, soit un peu plus que la même distance mesurée en lieue antique supposée équivalente à 2,400 - 2,500 km x 12 = 30 km, soit un peu moins que la même distance calculée avec l'ancienne lieue de Paris (avant 1674) valant 3,248 km x 12 = 38,976 km, sachant que la lieue a varié selon les époques et les régions.
En lorrain : Déme.

## Histoire
C'était un poste sur la route de Metz à Strasbourg. Son nom est dérivé de la position : douze lieues gauloises romanisées (Leucae Duodecim de Metz).
À la Renaissance, Delme fait partie du marquisat de Nomeny qui appartint au duc de Mercœur, père de la reine Louise de France et de Philippe-Emmanuel de Lorraine.
En 1661, le roi Louis XIV occupe une nouvelle fois Nancy. Il impose au duc Charles IV de Lorraine par le Traité de Vincennes la cession de la « route d'Alsace » sur laquelle se trouve Delme. Le bourg devient une possession du roi de France, rattaché au bailliage de Metz.
Une importante communauté de confession israélite, composée principalement de marchands de chevaux, profite de la présence des armées françaises pour s’installer à Delme. Prospère, elle dispose d'une synagogue, aujourd'hui convertie en musée d'art contemporain. Elle donne à la ville plusieurs maires, parmi lesquels David Worms (-1842), Abraham Vormus (1872-1892) et Émile Worms en (1925-1935).
En 1790, Delme est rattachée au département de la Meurthe.
Au cours de son règne, Napoléon Ier aurait plusieurs fois fait étape à Delme, à la ferme du château.
En 1871, le traité de Francfort, faisant suite à la guerre franco-prussienne donne au nouvel Empire allemand les territoires germanophones de la France : le département du haut-Rhin avec Mulhouse, Colmar, le département du Bas-Rhin avec Strasbourg, Saverne, Sélestat et Wissembourg, les cantons vosgiens de Schirmeck et Saales, l'arrondissement Mosellan de Sarreguemines et dans le département de la Meurthe, l'arrondissement de Sarrebourg.
L'état-major allemand impose au chancelier Otto von Bismarck l'annexion de Metz, ville romane, préfecture de l'ex-département de la Moselle mais place forte de première importance. Cependant la ville se trouve très proche de la nouvelle frontière franco-allemande.  Pour la protéger d'une avancée des troupes françaises, l'arrondissement de Chateau-Salins dont fait partie Delme, bien que de tradition romane, est également annexé. Cette protection se révélera efficace durant le conflit suivant notamment lors de la Bataille de Morhange.
La commune de l'ancien département de la Meurthe, dont le nom est germanisé en "Delm", est rattachée à l'arrondissement de Château-Salins dans le "district de Lorraine".
La région de Delme n'est pas touchée par l'industrialisation massive de l'ouest de la Moselle et reste une zone rurale. Aussi lorsque la Première Guerre mondiale éclate, les appelés delmois, comme tous les conscrits de l'Alsace-Lorraine, se battent bon gré, mal gré, pour l’Empire allemand. La victoire française sera bien acceptée par les habitants du canton, heureux de retrouver la paix. Le bourg est reconquis par l'armée américaine en 1918.
Après le traité de Versailles, Delme redevient française et est rattachée au nouveau département français de la Moselle.
La Seconde Guerre mondiale et le drame de l'Annexion de fait au troisième Reich marqueront plus longtemps les esprits. Le nom de la commune est de nouveau germanisé et devient "Delmen". Dans l'après-midi du 3 septembre 1944, le centre de triage ferroviaire est bombardé par des obus américains. La commune, meurtrie par les combats, ne sera libérée que le 17 novembre 1944, le même jour que Dieuze et Château-Salins.
L'exploitation commerciale voyageurs de la Gare de Delme s'arrête au début des années 1970 et celle du fret, vers 1980.
De 1790 à 2015, Delme était le chef-lieu de l'ex-canton de Delme.

## Politique et administration

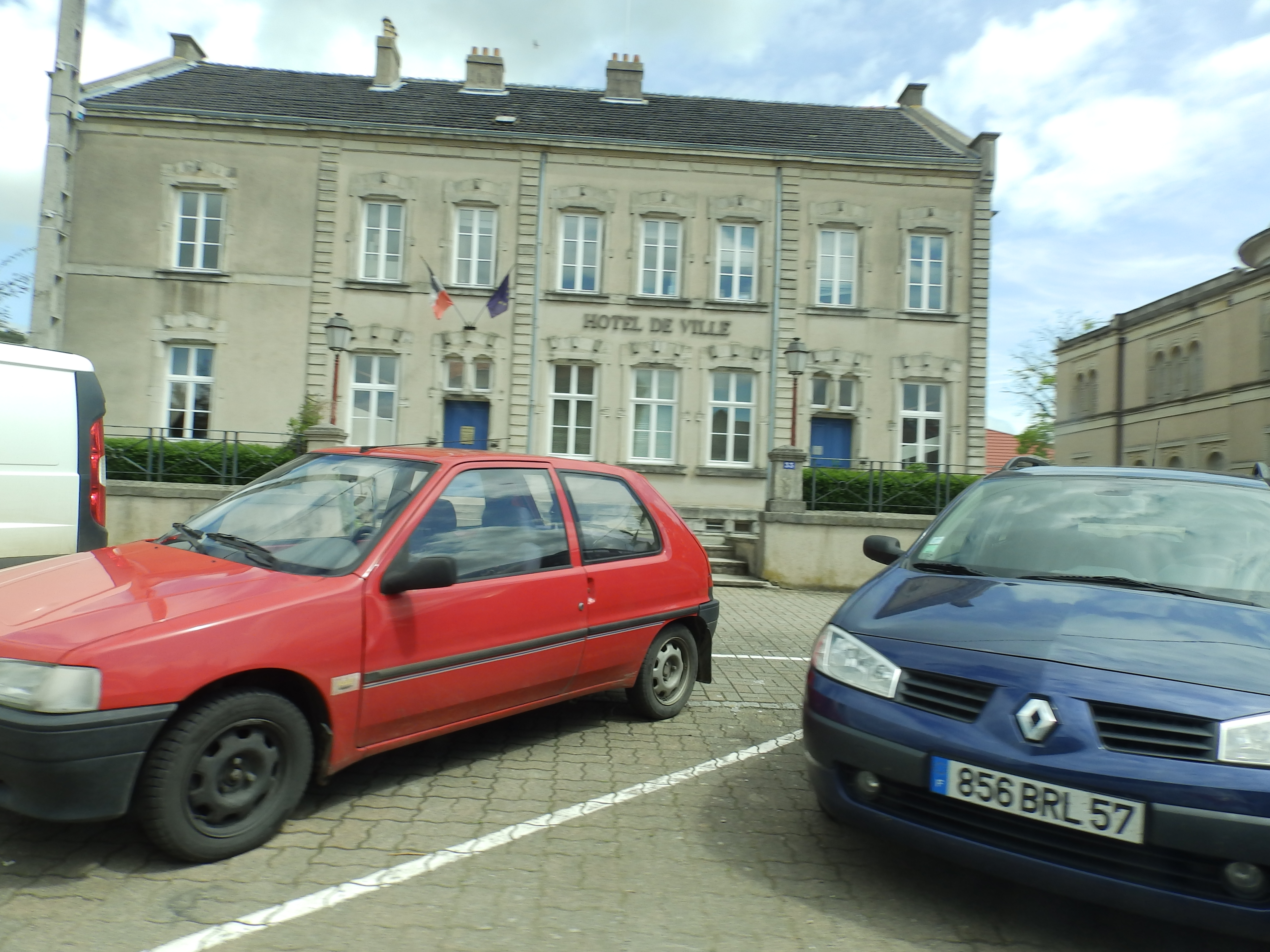
La mairie.

| Période                                  | Période  | Identité         | Étiquette    | Qualité                                                                                 |
| ---------------------------------------- | -------- | ---------------- | ------------ | --------------------------------------------------------------------------------------- |
| Les données manquantes sont à compléter. |          |                  |              |                                                                                         |
| maire en 1834                            | ?        | M. Bastien       |              | Conseiller d'arrondissement                                                             |
| 1842                                     |          | David Worms      |              |                                                                                         |
| 1872                                     | 1892     | Abraham Vormus   |              |                                                                                         |
| 1902                                     | 1925     | Charles François | URD-URL      | Médecin Député de Moselle (1919-1928) Conseiller général du canton de Delme (1919-1931) |
| 1969                                     | 1983     | Martial Villemin | UDR puis RPR | Conseiller général (1976-1992), suppléant du député                                     |
| mars 1989                                | Mai 2020 | Roland Geis      | SE           | Retraité de l'enseignement Président de la Communauté de communes                       |
| mai 2020                                 | En cours | Loïc Klopp       |              |                                                                                         |

## Population et société

### Démographie
L'évolution du nombre d'habitants est connue à travers les recensements de la population effectués dans la commune depuis 1793. Pour les communes de moins de 10 000 habitants, une enquête de recensement portant sur toute la population est réalisée tous les cinq ans, les populations de référence des années intermédiaires étant quant à elles estimées par interpolation ou extrapolation. Pour la commune, le premier recensement exhaustif entrant dans le cadre du nouveau dispositif a été réalisé en 2006.

En 2022, la commune comptait 1 150 habitants, en évolution de +2,77 % par rapport à 2016 (Moselle : +0,52 %, France hors Mayotte : +2,11 %).
| 1793 | 1800 | 1806 | 1821 | 1831 | 1836 | 1841 | 1846 | 1851 |
| ---- | ---- | ---- | ---- | ---- | ---- | ---- | ---- | ---- |
| 363  | 374  | 415  | 487  | 536  | 616  | 681  | 704  | 721  |

| 1856 | 1861 | 1871 | 1875 | 1880 | 1885 | 1890 | 1895 | 1900 |
| ---- | ---- | ---- | ---- | ---- | ---- | ---- | ---- | ---- |
| 666  | 670  | 644  | 680  | 679  | 681  | 658  | 628  | 643  |

| 1905 | 1910 | 1921 | 1926 | 1931 | 1936 | 1946 | 1954 | 1962 |
| ---- | ---- | ---- | ---- | ---- | ---- | ---- | ---- | ---- |
| 682  | 706  | 770  | 637  | 617  | 583  | 553  | 599  | 612  |

| 1968 | 1975 | 1982 | 1990 | 1999 | 2006 | 2011  | 2016  | 2021  |
| ---- | ---- | ---- | ---- | ---- | ---- | ----- | ----- | ----- |
| 631  | 620  | 698  | 681  | 728  | 859  | 1 026 | 1 119 | 1 151 |

| 2022  | - | - | - | - | - | - | - | - |
| ----- | - | - | - | - | - | - | - | - |
| 1 150 | - | - | - | - | - | - | - | - |

### Enseignement
- Groupe scolaire Joseph-Nicolas (école maternelle et primaire).
- Collège André-Malraux.

### Manifestations culturelles et festivités
- la foire agricole a lieu chaque dernier dimanche de juin.
- la brocante se déroule chaque année le 1er mai.

### Santé
- Deux cabinets de médecine.
- Pharmacie, cabinet de dentiste, kinésithérapeute.
- Maison de retraite.

### Sports
- Clubs sportifs, stade de football, gymnase, terrain de tennis, dojo.

## Économie

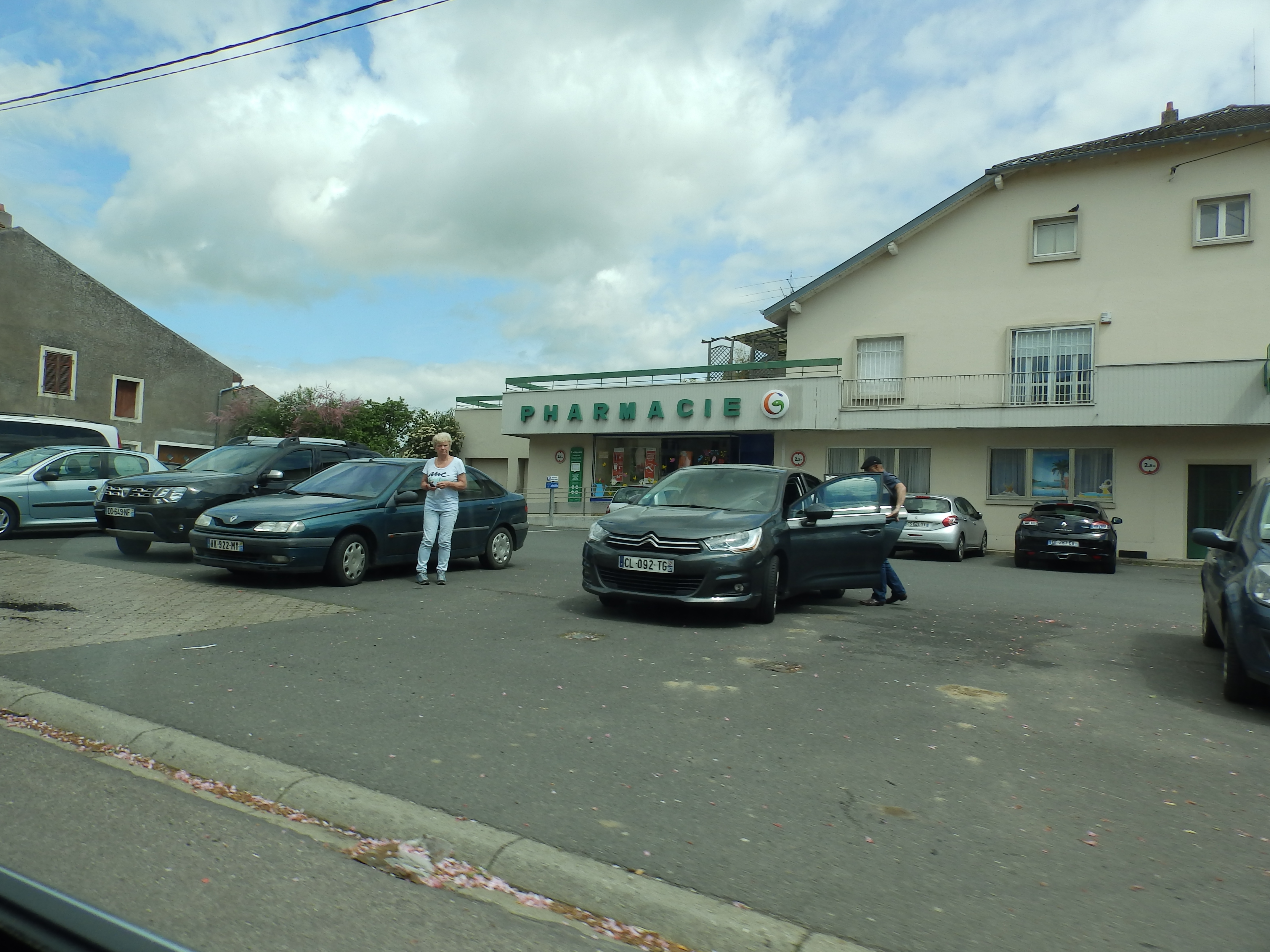
Pharmacie à Delme.

Delme possède deux zones artisanales, une à chaque extrémité de la ville sur la route départementale 955 :
- la première est occupée aujourd'hui pour partie par des entreprises telles que Pneus Diffusion, KRS rechapage ou encore C3M ;
- la deuxième zone est plus récente, l'entreprise LCS y envisage un agrandissement.
- Garage Silvestri
- Hôtel-Restaurant «À La Douzième Borne»
- Une boulangerie
- Une supérette
- Une auberge
- Une pharmacie
- Une chocolaterie
- Un salon de tatouage

## Culture locale et patrimoine

### Lieux et monuments

#### Édifices civils
- Château XVIe siècle
- Maisons anciennes sculptures, cheminée Renaissance.
- Site de la côte de Delme (403 m).
- Ancien oppidum gaulois (monnaies), sans doute détruit en 451 par Attila.
- Côte de Delme (panorama et randonnée)
- Ancien tribunal cantonal devenu l'hôtel de ville actuel.
- Lieu du souvenir.

#### Édifices religieux

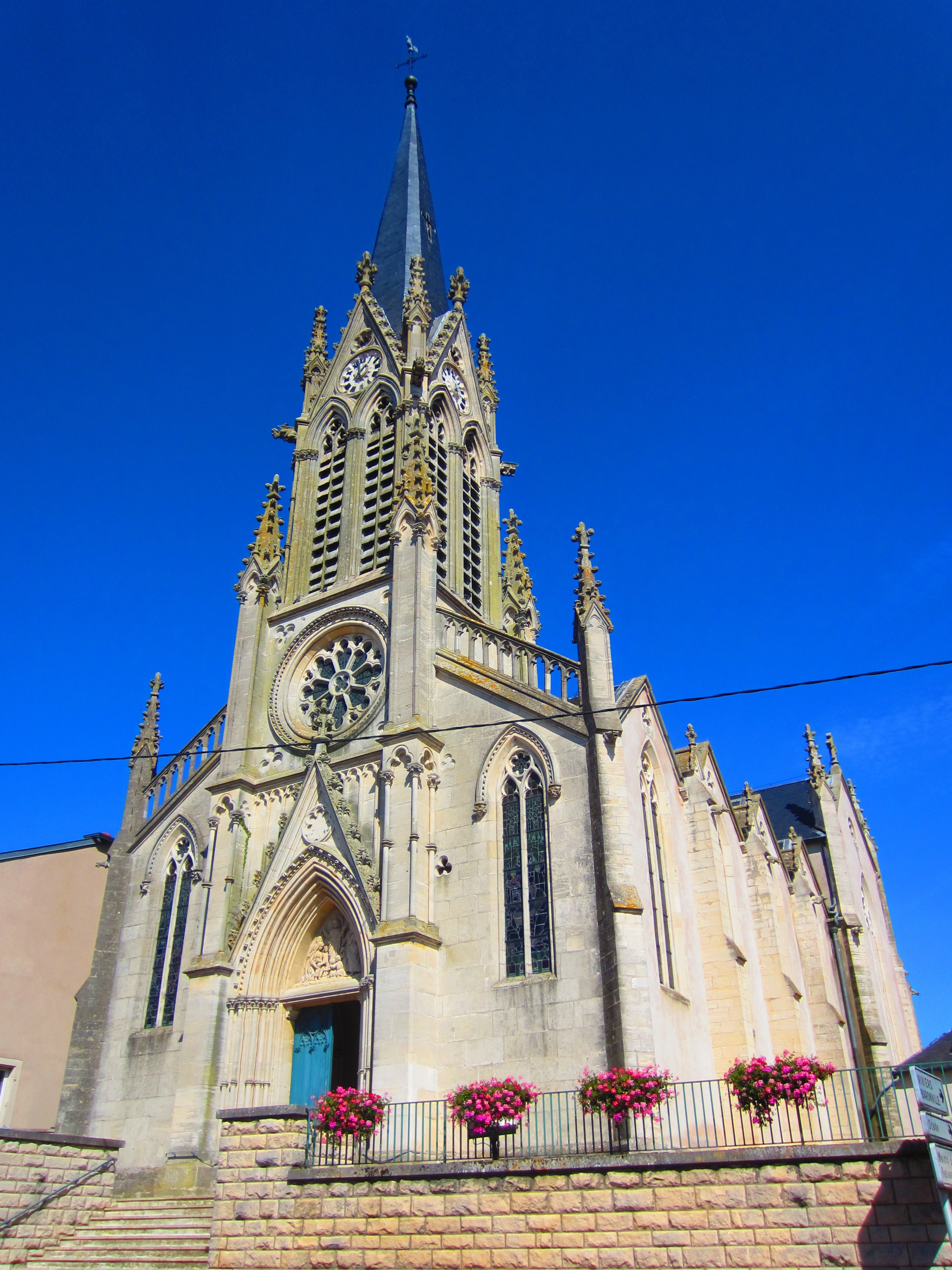
Église Saint-Germain.

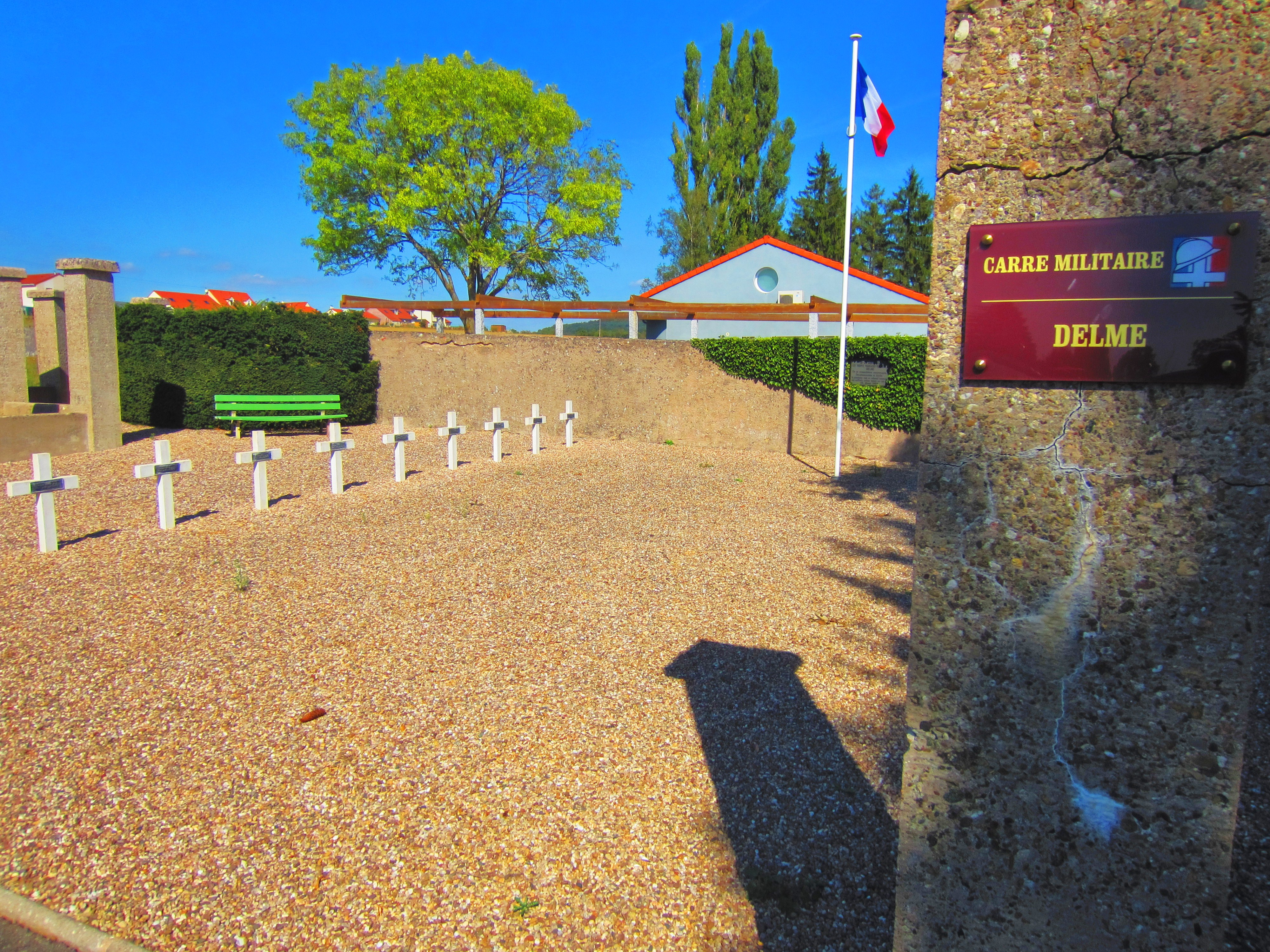
Carré militaire.

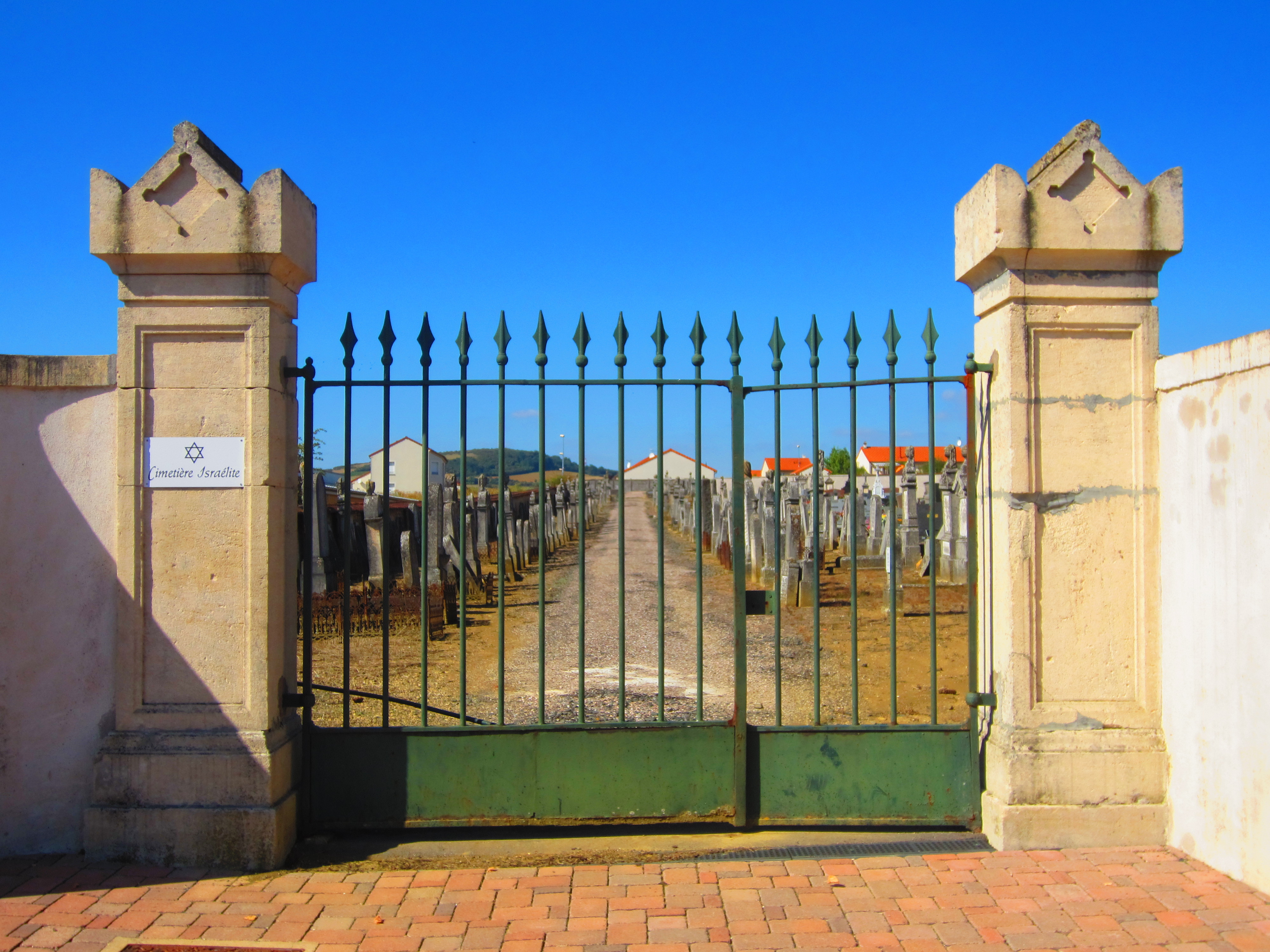
Cimetière israélite, 1861.

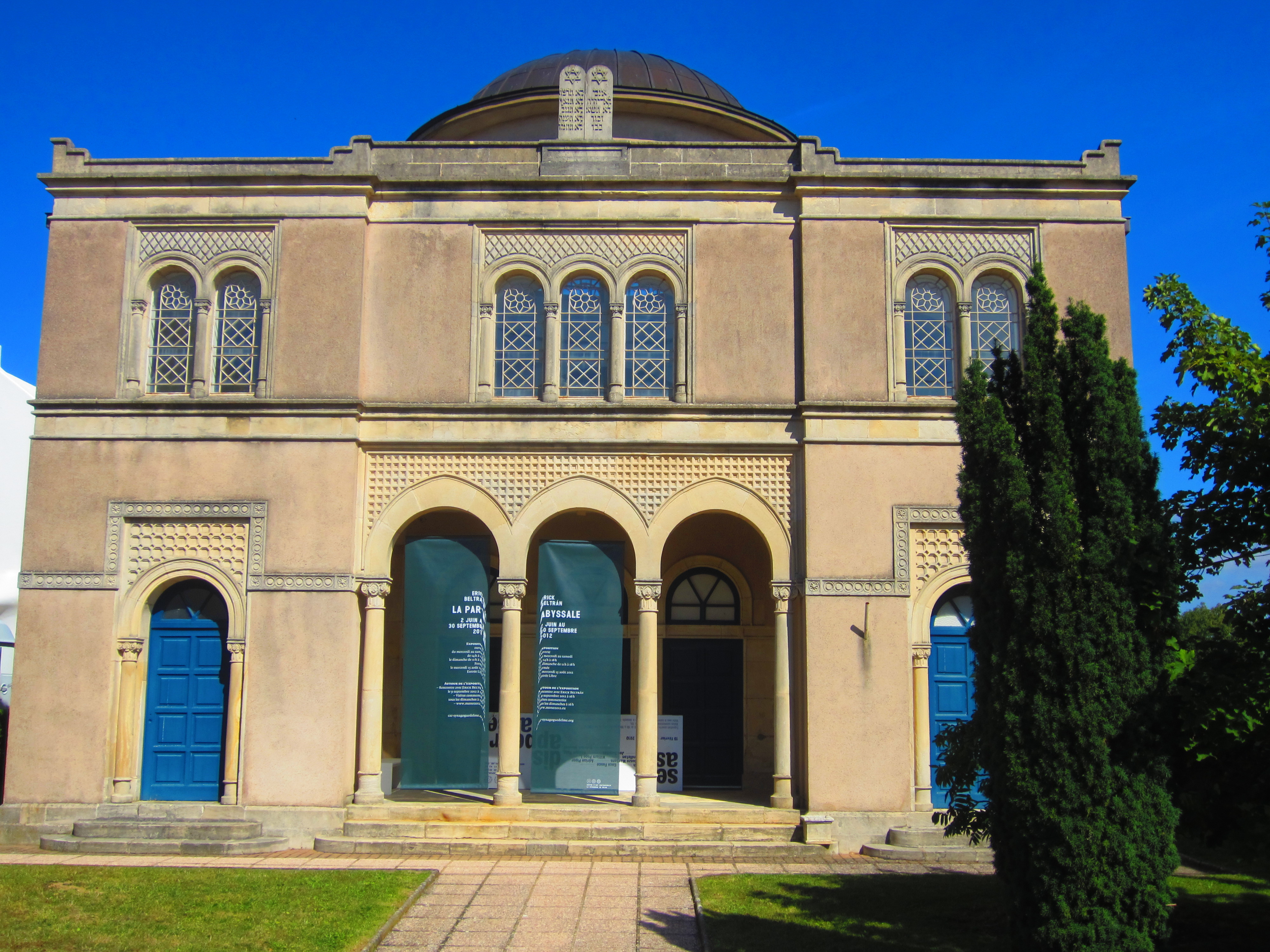
Synagogue.

- Église paroissiale Saint-Germain de style néogothique (1859).
- Synagogue construite en 1880, détruite en 1940, restaurée après la guerre, nouvelle synagogue désaffectée en 1981[23]. L'édifice est inscrit au titre des monuments historiques par arrêté du 8 octobre 1984[24].
- Monument aux morts allemands de la guerre de 1870, à l'entrée du cimetière catholique.
- Cimetière israélite, le premier construit en 1800, le second en 1861.

### Équipements culturels
- Centre d'art contemporain - La Synagogue de Delme : centre d'art contemporain labellisé Centre d'art contemporain d'intérêt national[25], qui invite de nombreux artistes à produire des œuvres dans l'espace de l'ancienne synagogue, édifice de style oriental. Des artistes tels que Daniel Buren, Ann Veronica Janssens, Jean-Marc Bustamante, François Morellet, Tadashi Kawamata, ou plus récemment Stéphane Dafflon, Delphine Coindet, Jeppe Hein, Jugnet et Clairet, Peter Downsbrough, Katinka Bock, Julien Prévieux, Gianni Motti, ou Yona Friedman s'y sont succédé au fil des ans[26].

### Personnalités liées à la commune
- Général Nassoy[précision nécessaire]
- Général Joba[précision nécessaire]
- Victor Lemoine, pépiniériste, né à Delme le 21 octobre 1823, décédé en à Nancy en 1911. Membre de l'École de Nancy, spécialiste de renommée internationale de l'hybridation.
- Joseph Matenot dit La Victoire, né le 24 novembre 1750, fils de Sébastien Matenotte aubergiste à Delme. Il s'engage le 2/12/1770 au régiment Dauphin, passe au régiment Perche Infanterie. Libéré en 1778 à Saint-Jean-Pied-de-Port (64). En 1792, prend le commandement d'une Cie Franche pour défendre la ville menacée par les Espagnols. En 1793, promu lieutenant-colonel. Général de brigade en 1794. Matenotte dit le « Général La Victoire » est mort au combat le 7/06/1794 à l'attaque des redoutes de Berdaritz. Inhumé à Saint-Étienne-de-Baîgorry (64).
- Rosine Cahen, peintre née à Delme en 1857.
- Dieter Schuh, tibétologue, né à Delme le 14 décembre 1942.
- Anne Villemin Sicherman, gynécologue et écrivaine, a vécu à Delme de 1951 (année de sa naissance)à 1969.

### Héraldique
| Blason de Delme (Moselle) | Blason  | Parti : au 1er d'or à la bande de gueules chargée de trois alérions d'argent, au 2e de gueules semé de croisettes recroisetées au pied fiché d'argent, à deux saumons adossés du même brochant sur le tout. |
| Blason de Delme (Moselle) | Détails | Ce blason a été adopté par Delme après la guerre de 1870. |

## Pour approfondir